# Église de Tapiola
L'église de Tapiola (finnois : Tapiolan kirkko) est une église luthérienne moderne située dans le quartier Tapiola de la ville d'Espoo en Finlande.

## Architecture
L'église conçue par le professeur Aarno Ruusuvuori est construite en 1965 et agrandie an 1992.
Elle est représentative du style moderniste et minimaliste des années 1960.
L'église est un cube en béton avec une aile supplémentaire renfermant une cour.
L'église n'a ni tour ni clocher séparé.
Ruusuvuori nomme son travail "Arbres sacrés" (Pyhät puut). 
Comme la parcelle de l'église est entourée de tours avec lesquelles une église ne peut entrer en concurrence, Ruusuvuori cherche à faire du bâtiment une ombre dans la pinède.